# إثيل أونيل
إثيل أونيل هي كاتِبة وشاعرة كندية، ولدت في 1880، وتوفيت في 1952.